# As You Were
Albums de Liam Gallagher
Why Me? Why Not.
(2019)
Singles
1. Wall of Glass
Sortie : 1er juin 2017
2. Chinatown
Sortie : 30 juin 2017
3. For What It's Worth
Sortie : 10 août 2017
4. Greedy Soul
Sortie : 27 septembre 2017
5. Come Back to Me
Sortie : 23 novembre 2017
6. I've All I Need
Sortie : 25 mai 2018

As You Were est le premier album studio en solo du chanteur britannique Liam Gallagher, auparavant chanteur des groupes Oasis et Beady Eye, sorti le 6 octobre 2017.
Il se classe en tête des ventes au Royaume-Uni dès sa sortie avec 103 000 ventes réalisées dans ce pays la première semaine, dont 16 000 exemplaires en vinyle, ce qui représente la meilleure vente d'album en une semaine dans ce format depuis vingt ans,.

## Liste des titres
| 1.    | Wall of Glass       | - Liam Gallagher - Greg Kurstin - Andrew Wyatt - Andrew Sydney Fox - Michael Tighe | 3:43 |
| 2.    | Bold                | Gallagher                                                                          | 3:59 |
| 3.    | Greedy Soul         | Gallagher                                                                          | 3:34 |
| 4.    | Paper Crown         | - Wyatt - Tighe                                                                    | 3:28 |
| 5.    | For What It's Worth | - Gallagher - Simon Jons                                                           | 4:11 |
| 6.    | When I'm in Need    | - Gallagher - Archer                                                               | 4:18 |
| 7.    | You Better Run      | Gallagher                                                                          | 3:24 |
| 8.    | I Get By            | Gallagher                                                                          | 3:09 |
| 9.    | Chinatown           | - Wyatt - Tighe                                                                    | 3:20 |
| 10.   | Come Back to Me     | - Gallagher - Kurstin - Wyatt                                                      | 3:21 |
| 11.   | Universal Gleam     | Gallagher                                                                          | 4:07 |
| 12.   | I've All I Need     | Gallagher                                                                          | 4:09 |
| 44:43 |                     |                                                                                    |      |

Titre bonus de l'édition Deluxe
| 13.   | Doesn't Have to Be That Way | - Gallagher - Kurstin - Wyatt | 3:58 |
| 14.   | All My People / All Mankind | Gallagher                     | 3:55 |
| 15.   | I Never Wanna Be Like You   | Gallagher                     | 3:51 |
| 56:27 |                             |                               |      |

Titre bonus de l'édition japonaise
| 16.   | For What It's Worth | Live at Air Studio | 4:13 |
| 17.   | Greedy Soul         | Live at Air Studio | 3:33 |
| 18.   | Paper Crown         | Live at Air Studio | 3:35 |
| 67:48 |                     |                    |      |

## Classements hebdomadaires
| Classement (2017)                  | Meilleure place |
| ---------------------------------- | --------------- |
| Allemagne (Media Control AG)       | 14              |
| Australie (ARIA)                   | 9               |
| Autriche (Ö3 Austria Top 40)       | 12              |
| Belgique (Flandre Ultratop)        | 13              |
| Belgique (Wallonie Ultratop)       | 21              |
| Canada (Canadian Album)            | 28              |
| Écosse (OCC)                       | 1               |
| Espagne (Promusicae)               | 4               |
| États-Unis (Billboard 200)         | 30              |
| Finlande (Suomen virallinen lista) | 22              |
| France (SNEP)                      | 24              |
| Irlande (IRMA)                     | 1               |
| Italie (FIMI)                      | 4               |
| Nouvelle-Zélande (RIANZ)           | 13              |
| Pays-Bas (Mega Album Top 100)      | 15              |
| Portugal (AFP)                     | 44              |
| Royaume-Uni (UK Albums Chart)      | 1               |
| Suède (Sverigetopplistan)          | 23              |
| Suisse (Schweizer Hitparade)       | 4               |

## Certifications
| Pays              | Certification | Unités certifiées |
| ----------------- | ------------- | ----------------- |
| Royaume-Uni (BPI) | Platine       | 300 000           |